# Order Doskonałości (Egipt)

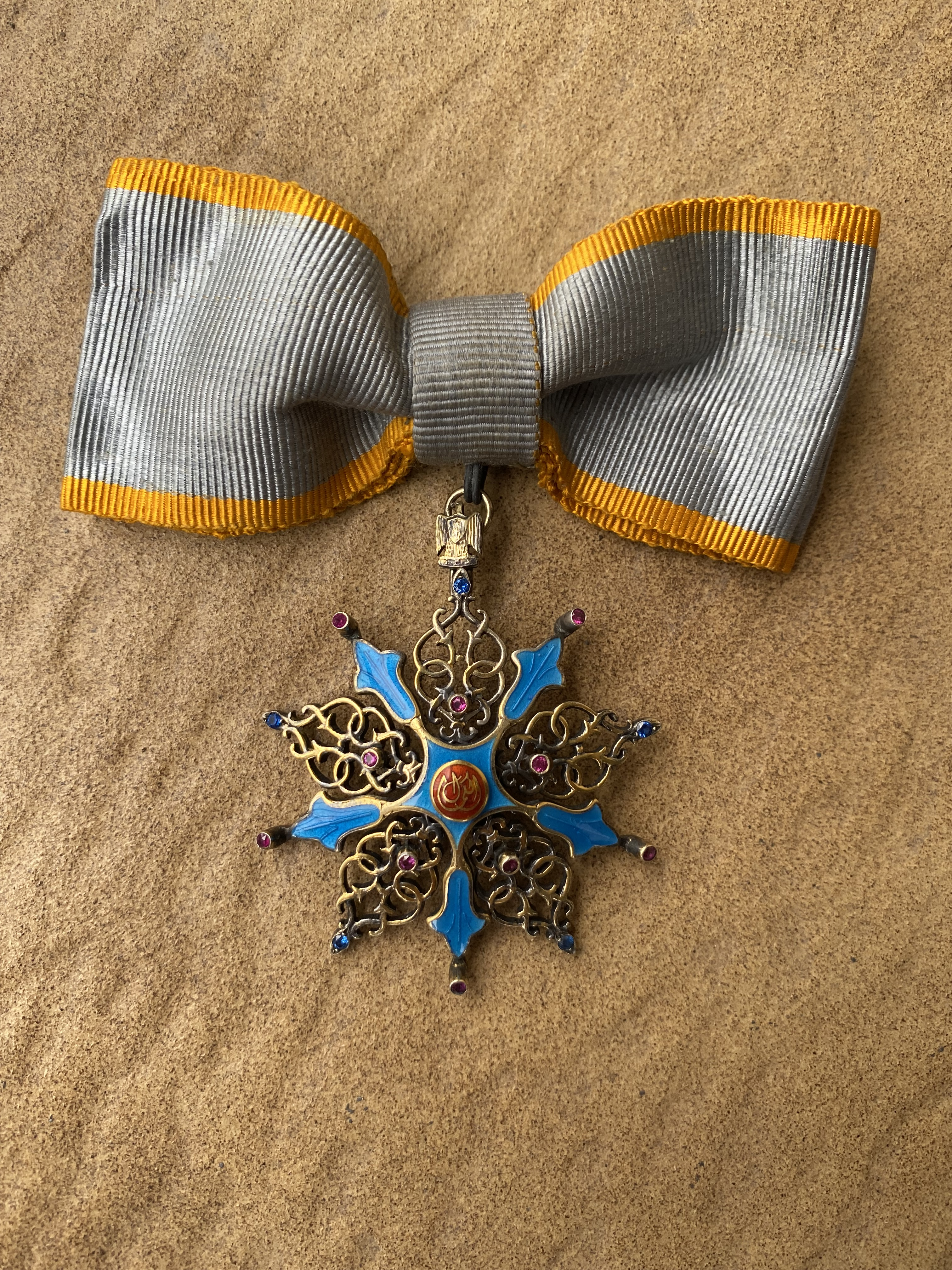
Order Doskonałości/Dama III Klasy (kokarda)

Order Doskonałości (arab. Nishan al-Kamal, نيشان الكمال) – order kobiecy Sułtanatu Egiptu ustanowiony w 1915 przez Sułtana Egiptu i Sudanu Husajna Kamila jako wysokie odznaczenie państwowe. Restytuowany w Republice Egiptu w 1953.
Dzieli się na cztery klasy:
- Dama I Klasy Specjalnej (wielka wstęga wysadzana brylantami),
- Dama I Klasy (wielka wstęga),
- Dama II Klasy (kokarda z rozetą),
- Dama III Klasy (kokarda).